# Yep Kramer
Yep Gerardus Kramer (ur. 15 listopada 1957 w Nieuweschoot) – holenderski łyżwiarz szybki, srebrny medalista mistrzostw Europy.

## Kariera
Największy sukces w karierze Yep Kramer osiągnął w 1983 roku, kiedy zdobył srebrny medal podczas mistrzostw Europy w Hadze. Rozdzielił tam na podium swego rodaka Hilberta van der Duima oraz Bjørna Arne Nylanda z Norwegii. Kramer był tam szósty na 500 m, trzeci na 5000 i 1500 m oraz siódmy na dystansie 10 000 m. W tym samym roku był też czwarty na wielobojowych mistrzostwach świata w Oslo, przegrywając walkę o medal z Aleksandrem Baranowem z ZSRR. Kramer tylko w jednym z biegów był w pierwszej trójce - na dystansie 5000 m zajął drugie miejsce. Był też między innymi szósty na mistrzostwach świata w Göteborgu w 1984 roku i siódmy na mistrzostwach Europy w Larviku w tym samym roku. W 1980 roku wystartował na igrzyskach olimpijskich w Sarajewie, zajmując dziewiąte miejsce na 5000 m, a w biegu na 1500 m przewrócił się i nie ukończył rywalizacji. Na rozgrywanych cztery lata później igrzyskach w Sarajewie był dziewiąty na dystansie 10 000 m. Kilkukrotnie startował w zawodach Pucharu Świata, przy czym raz stanął na podium: 15 grudnia 1985 roku w Eindhoven był drugi na 5000 m. Najlepsze wyniki osiągnął w sezonie 1985/1986, kiedy zajął 18. miejsce w klasyfikacji końcowej 5000/10 000 m. Trzykrotnie zdobywał medale mistrzostw Holandii, lecz nigdy nie zwyciężył. W 1992 roku zakończył karierę.
Jego syn, Sven Kramer, również został panczenistą.